# Солзбери (острво, Нунавут)
Острво Солисбери (енгл. Salisbury Island) је једно од острва у канадском арктичком архипелагу. Острво је у саставу канадске територије Нунавут. 
Површина износи око 804 km².
Острво је ненасељено.